# 赖坤洪
赖坤洪（1962年—），广东清远人，汉族，中华人民共和国政治人物、全国人民代表大会广东地区代表。
毕业于韶关教育学院数学专业。加入中国民主同盟。担任清远市进田企业有限公司董事长。2008年起担任全国人大代表。2013年，担任全国人大代表。